# Karel Konečný (politik)
Karel Konečný (* 7. října 1948 Starý Jičín) je bývalý český politik, člen Komunistické strany Československa a posléze Komunistické strany Čech a Moravy. Jeho dcerou je politička Kateřina Konečná. 

## Život
V roce 1980 dálkově vystudoval mechanizaci zemědělství na Provozně ekonomické fakultě Vysoké školy zemědělské v Brně (získal titul inženýra). Absolvoval také Akademii společenských věd v Moskvě, kde získal titul RSDr.
Od roku 1973 byl členem Komunistické strany Československa (KSČ). Pracoval jako mechanizátor v jednotném zemědělském družstvu (JZD), postupně vystoupal až na funkci zemědělského tajemníka Okresního výboru KSČ v Novém Jičíně jako tajemník pro zemědělství. Podle bývalého příslušníka Bezpečnostní informační služby Vladimíra Hučína Konečný v listopadu 1989, když začaly první revoluční stávky a demonstrace, inicioval povolání čety příslušníků Lidových milicí do Prahy. S milicionáři připravenými k silovému zákroku dokonce už vyjel autobus z Nového Jičína do Prahy, ještě před dosažením cíle byl však výjezd na příkaz výše postavených stranických funkcionářů odvolán. Po listopadovém převratu členové Konfederace politických vězňů Konečného opakovaně kritizovali, mj. se i neúspěšně snažili o jeho trestní stíhání.
V roce 2000 byl za Komunistickou stranu Čech a Moravy zvolen do zastupitelstva Moravskoslezského kraje, svůj mandát obhájil i v letech 2004 a 2008. Ve volbách 2012 již nekandidoval. Po krajských volbách 2008 se stal náměstkem hejtmana pro zdravotnictví. V této funkci na sebe upozornil např. kritikou účasti politických vězňů a disidentů na středoškolské výuce moderních dějin. Výklad tohoto tématu by podle něj měl být svěřen primárně historikům, v zájmu zachování „jakési objektivity“ by pak podle jeho názoru bylo vhodné, aby se výuky kromě disidentů účastnili i komunisté.
Kolem roku 2008 byl poslaneckým asistentem své dcery Kateřiny Konečné.